# Alcyonium haddoni
Alcyonium haddoni är en korallart som beskrevs av Wright och Studer 1889. Alcyonium haddoni ingår i släktet Alcyonium och familjen läderkoraller. Inga underarter finns listade i Catalogue of Life.